# Kap Verde

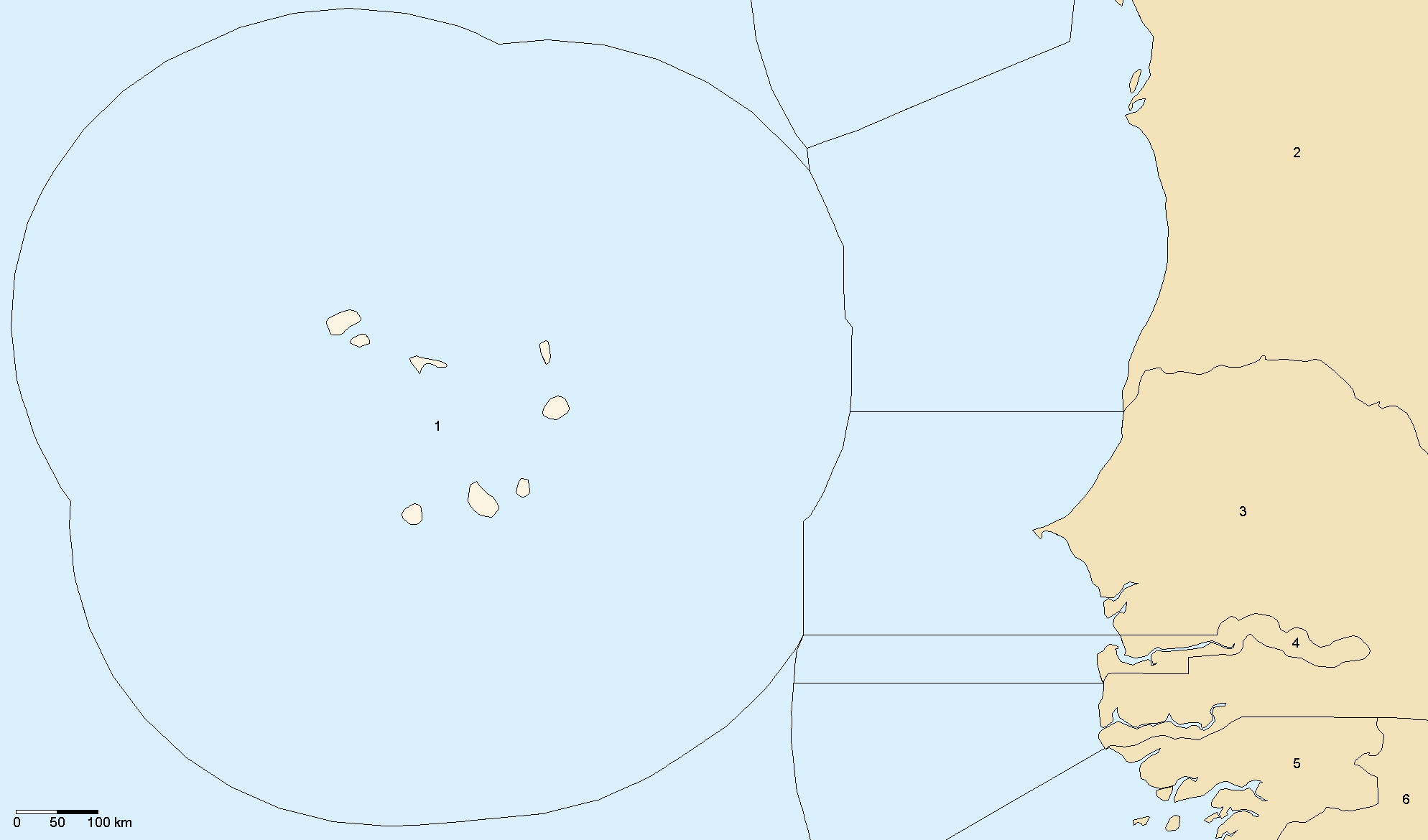
Ausschließliche Wirtschaftszone von Kap Verde

Kap Verde [ˌkapˈvɛrdə] (amtlich portugiesisch Cabo Verde [ˌkabuˈveɾdɨ], im Deutschen veraltet „Inseln des Grünen Vorgebirges“) ist ein afrikanischer Inselstaat, bestehend aus den zehn Kapverdischen Inseln im Zentralatlantik, 570 Kilometer vor der Westküste des afrikanischen Kontinents. Der Archipel hat eine Landfläche von 4033 km² und etwa 480.000 Einwohner. Die Hauptstadt Praia liegt auf der Insel Santiago.
Die ehemalige portugiesische Kolonie zählt heute zu den politisch stabilsten und wohlhabenderen Ländern Afrikas.

## Geografie

### Lage
Die Republik Kap Verde liegt im Zentralatlantik vor der Westküste des afrikanischen Kontinents. Die Inselgruppe besteht aus neun bewohnten Inseln und weiteren ungefähr sechzehn kleinen Eilanden. Die zehn Sterne auf der Flagge stehen für die Inseln. Es wird unterschieden zwischen den nördlichen Inseln über dem Wind (Ilhas de Barlavento) und den südlichen Inseln unter dem Wind (Ilhas de Sotavento). Die Inseln über dem Wind sind Santo Antão, São Vicente, São Nicolau, Sal, Boa Vista und die unbewohnten, zu einem Naturschutzgebiet zusammengefassten Inseln Santa Luzia, Branco und Raso. Zur Sotavento-Gruppe gehören Maio, Santiago, Fogo und Brava sowie die unbewohnte Inselgruppe der Ilhéus do Rombo und de Cima.

### Geologie
Der Archipel der Kapverden ist vulkanischen Ursprungs. Die höchste Erhebung der Kapverden ist der ebenmäßige Vulkankegel des Pico do Fogo mit 2829 Metern Höhe. 1995 brach er nach einer 44-jährigen Ruhephase wieder aus. Hierbei entstand der 1920 m hohe Flankenkrater „Pequeno Fogo“, an dessen Rändern noch heiße Fumarolen tätig sind. Dieser Flankenvulkan war ab dem 23. November 2014 wieder aktiv und spie Aschewolken und Feuer. Durch die austretende Lava, die sich in die Caldeira mit drei Hauptströmen ergoss, wurden zwei Ortschaften und einige weitere, kleine Ansiedlungen in der Caldeira zerstört. Die vulkanischen Aktivitäten endeten am 8. Februar 2015. Die Inseln im Nordwesten Santo Antão, São Vicente und São Nicolau sowie Santiago sind ebenfalls jung-vulkanisch und hochgebirgig, während die östlichen Inseln weitaus älter, bis auf einige Zeugenberge flach abgetragen und mit einem Kalksockel ausgestattet sind. Zum Archipel gehören auch noch folgende Tiefseeberge (englisch Seamounts): Seamount Nola (westlich Santo Antãos), Seamount Boavista (östlich Boa Vistas), Seamount Cape Verde (südöstlich Boa Vistas), Seamount Maio (östlich Maios) und Seamount Cadamosto (südlich Bravas). Möglicherweise gehört auch das Riff João Valente südlich von Boa Vista zu den Seamounts. Auf den Inseln gibt es bis auf die Ribeira da Torre und die Ribeira da Paúl (beide auf der Insel Santo Antão) keine permanent wasserführenden Flüsse oder Bäche. Im Inselinneren Boavistas besteht ganzjährig der kleine Süßwassersee Odjo d’Água. In der Regenzeit schwellen die ansonsten trockenen Täler der Ribeiras (= Bäche) oft zu reißenden Strömen an und zerstören Straßen und Wege, die dann mitunter längere Zeit unpassierbar bleiben.

### Klima
Es herrscht ähnlich wie auf den Kanarischen Inseln ein mildes ozeanisches Klima. Es ist aber wärmer und trockener und wird vom Nordostpassat bestimmt.
Aufgrund der Lage knapp südlich des nördlichen Wendekreises gibt es nur gering ausgeprägte Jahresschwankungen der Temperaturen.
Das Klima ist auch durch geringe Temperaturunterschiede zwischen Tag und Nacht (meist um 5 °C) und durch ganzjährig relativ hohe Luftfeuchtigkeit (um 70 %) gekennzeichnet. So liegen die Tagestemperaturen das ganze Jahr zwischen 23 und 30 °C, wobei die Nachtwerte im Winter (Januar bis April) um 18 und im Sommer (August bis Oktober) um 24 °C liegen. Der Boden ist überall sehr trocken, die durchschnittliche Niederschlagsmenge in der Hauptstadt liegt bei etwa 250 mm jährlich, sonst meist nur zwischen 100 und 200 mm. Der meiste Niederschlag fällt von August bis November. Die Wassertemperaturen mit 22 bis 27 °C machen das Land für den Strandtourismus attraktiv.
|                       | Jan  | Feb  | Mär  | Apr  | Mai  | Jun  | Jul  | Aug  | Sep  | Okt  | Nov  | Dez  |   |      |
| Mittl. Tagesmax. (°C) | 24,8 | 25,0 | 26,1 | 26,4 | 27,1 | 27,9 | 28,0 | 28,6 | 29,7 | 29,2 | 28,0 | 25,6 | ⌀ | 27,2 |
| Mittl. Tagesmin. (°C) | 20,0 | 19,4 | 19,7 | 20,3 | 21,0 | 21,9 | 22,9 | 23,8 | 24,0 | 23,6 | 22,7 | 21,3 | ⌀ | 21,7 |
|                       |      |      |      |      |      |      |      |      |      |      |      |      |   |      |
| Niederschlag (mm)     | 2    | 2    | 0    | 0    | 0    | 0    | 8    | 45   | 105  | 58   | 30   | 10   | Σ | 260  |
|                       |      |      |      |      |      |      |      |      |      |      |      |      |   |      |
| Sonnenstunden (h/d)   | 7,2  | 8,3  | 9,0  | 9,5  | 9,9  | 9,3  | 7,0  | 6,5  | 7,2  | 7,9  | 7,8  | 6,6  | ⌀ | 8    |
|                       |      |      |      |      |      |      |      |      |      |      |      |      |   |      |
| Regentage (d)         | 0    | 0    | 0    | 0    | 0    | 0    | 2    | 5    | 6    | 4    | 1    | 1    | Σ | 19   |
|                       |      |      |      |      |      |      |      |      |      |      |      |      |   |      |
| Wassertemperatur (°C) | 23   | 22   | 22   | 23   | 23   | 24   | 24   | 25   | 26   | 27   | 26   | 24   | ⌀ | 24,1 |
|                       |      |      |      |      |      |      |      |      |      |      |      |      |   |      |
| Luftfeuchtigkeit (%)  | 64   | 62   | 59   | 63   | 65   | 67   | 72   | 74   | 76   | 73   | 68   | 67   | ⌀ | 67,5 |

| 20,0 |

| 19,4 |

| 19,7 |

| 20,3 |

| 21,0 |

| 21,9 |

| 22,9 |

| 23,8 |

| 24,0 |

| 23,6 |

| 22,7 |

| 21,3 |

| 20,0 |

| 19,4 |

| 19,7 |

| 20,3 |

| 21,0 |

| 21,9 |

| 22,9 |

| 23,8 |

| 24,0 |

| 23,6 |

| 22,7 |

| 21,3 |

### Fauna und Flora
Die Vegetation der Kapverdischen Inseln ist aufgrund der Trockenheit halbwüstenähnlich. Es gibt unter anderem trockene Grasfluren, im östlichen Teil sind die Inseln auch mit großen Dünen oder Salzsümpfen (Mangroven) bedeckt. Dazu kommen einige Palmenarten wie die Kanarische Dattelpalme, die an die Trockenheit angepasst sind.
Die Tierwelt auf den Inseln ist vergleichsweise artenarm. Vor der Besiedlung durch den Menschen waren bis auf eine Fledermausart keine Säugetiere auf den Inseln vorhanden. Zudem gibt es einige kleine Reptilienarten, zum Beispiel Geckos und Skinke. An den Stränden legen Meeresschildkröten gelegentlich ihre Eier ab.

### Städte
Die einzige Großstadt ist die Hauptstadt Praia. Nur wenige Städte erreichen mehr als 10.000 Einwohner. Diese Zahlen beziehen sich nur auf die Kernstadt und nicht auf das gesamte Verwaltungsgebiet der Stadt (municipality).
| Stadt        | Einwohner | Bezirk         | Insel       |
| ------------ | --------- | -------------- | ----------- |
| Praia        | 127.800   | Praia          | Santiago    |
| Mindelo      | 70.500    | São Vicente    | São Vicente |
| Espargos     | 17.100    | Sal            | Sal         |
| Assomada     | 12.000    | Santa Catarina | Santiago    |
| Porto Novo   | 9.400     | Porto Novo     | Santo Antão |
| Pedra Badejo | 9.300     | Santa Cruz     | Santiago    |
| Santa Maria  | 9.300     | Sal            | Sal         |
| São Filipe   | 8.100     | São Filipe     | Fogo        |
| Tarrafal     | 6.200     | Tarrafal       | Santiago    |
| Sal Rei      | 5.400     | Boa Vista      | Boa Vista   |

## Bevölkerung

### Herkunft der Bevölkerung
Die Kapverdischen Inseln waren vor ihrer Entdeckung und Besiedlung durch Portugiesen unbewohnt. Aus der Durchmischung der Kulturen europäischer Siedler und afrikanischer Sklaven bildete sich eine neue kreolische Kultur.
Eine Studie zur Genetik der Bevölkerung der Kapverden aus dem Jahre 2010 kam zu dem Ergebnis, dass der europäische Anteil an den Genen bei 43 Prozent liege und der afrikanische bei 57.

### Demografie

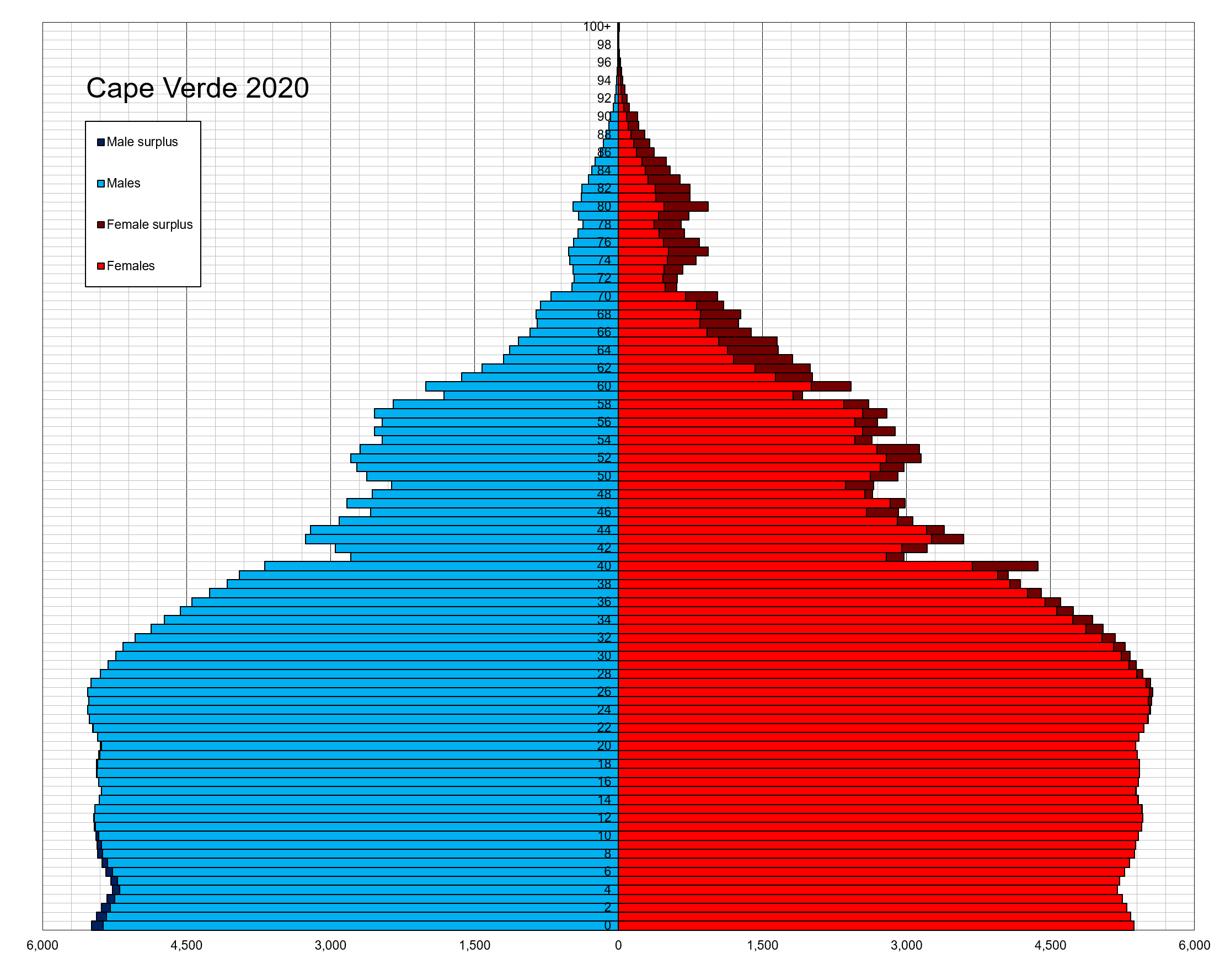
Bevölkerungspyramide Kap Verde 2020

Kap Verde hatte 2022 593.000 Einwohner. Das jährliche Bevölkerungswachstum betrug + 0,9 %. Zum Bevölkerungswachstum trug ein Geburtenüberschuss (Geburtenziffer: 16,7 pro 1000 Einwohner vs. Sterbeziffer: 5,7 pro 1000 Einwohner) bei. Die Anzahl der Geburten pro Frau lag 2022 statistisch bei 1,9, die der Region West- und Zentral-Afrika betrug 4,9. Der Median des Alters der Bevölkerung lag im Jahr 2021 bei 26,5 Jahren. Im Jahr 2023 waren 25,7 Prozent der Bevölkerung unter 15 Jahre, während der Anteil der über 64-Jährigen 5,7 Prozent der Bevölkerung betrug.
| Jahr | Einwohnerzahl | Jahr | Einwohnerzahl |
| ---- | ------------- | ---- | ------------- |
| 1950 | 178.000       | 1990 | 338.000       |
| 1960 | 202.000       | 2000 | 428.000       |
| 1970 | 269.000       | 2010 | 493.000       |
| 1980 | 284.000       | 2021 | 483.000       |

### Bevölkerungsstruktur
Die Geschichte von Kap Verde ist von wiederholten Einwanderungswellen aus Portugal und Madeira, starkem wirtschaftlichen Einfluss der Engländer und massenhafter Emigration als Antwort auf wiederholte Hungerkatastrophen geprägt. Nach 1970 kam es jedoch wieder zu einem starken Bevölkerungszuwachs. 1995 hatte der Archipel 337.000 Einwohner. Bis 2010 wuchs die Bevölkerung um etwa 53 %. Zu den 2010 etwa 516.000 Bewohnern kamen geschätzte 700.000 in der Diaspora lebende Kapverdianer hinzu. Wegen der Armut des Landes gibt es kaum Einwanderer, doch haben sich in den letzten Jahren in Praia eine Reihe von Senegalesen und Nigerianer (meist Händler) niedergelassen.
Gut die Hälfte der Bevölkerung konzentriert sich auf die Hauptinsel Santiago.
Nach der Volkszählung aus dem Jahr 2000 liegt das Geschlechterverhältnis weiblich zu männlich bei 51,9 zu 48,1 %. Bedingt durch Hungersnöte und die daraus resultierende Auswanderung fehlt die Generation der in den 1940er und 1950er Jahre Geborenen fast völlig. Rund ein Drittel der Bevölkerung sind jünger als 15 Jahre. Der Altersdurchschnitt betrug im Jahr 2000 17,4 Jahre, das Bevölkerungswachstum lag bei 2,4 % pro Jahr.
Der durchschnittliche Haushalt hat 4,6 Mitglieder, 54 % der erwachsenen Bevölkerung bezeichnen sich als ledig, 24 % leben in Partnerschaft, ohne verheiratet zu sein, und 16 % sind verheiratet. Drei Prozent leben getrennt oder sind geschieden. Das lässt sich darauf zurückführen, dass das portugiesische Recht die Heirat unter Sklaven oder zwischen Sklaven und Freien nicht erlaubte. Hierdurch entstand in kreolischen Gesellschaften eine Vielfalt an Formen des informellen Zusammenlebens, die bis heute überlebt hat.
Die Aussicht auf ein besseres Leben zieht die junge Landbevölkerung in die Städte oder in die Nähe der Hauptverbindungsstraßen.

### Sprachen
Die Amtssprache von Kap Verde ist Portugiesisch; Nationalsprache ist das Kapverdische Kreol (Krioulo), das verschiedene Varianten hat. Die größten Unterschiede bestehen zwischen dem Kreol von Santiago und dem von Santo Antão – sie können bis zur gegenseitigen Unverständlichkeit gehen. Es bestehen große Ähnlichkeiten zwischen dem Kreol von Santiago und dem von Guinea-Bissau. Vor allem unter der jüngeren Generation ist durch verstärkte Bildung und durch die Nutzung portugiesischsprachiger Medien ein Prozess der Dekreolisierung festzustellen.
Die Regierung strebt an, das Krioulo zur Amtssprache zu machen, was wegen der Dialektvielfalt schwierig ist. Als offiziell anerkannte Schreibweise hat man sich auf die Regelungen von ALUPEC geeinigt. In der Primarschule wird Krioulo gesprochen, in der Sekundarstufe 1 wird Portugiesisch erlernt. Französisch und Englisch werden von Teilen der jüngeren Bevölkerung in der Sekundarstufe 2 erlernt.

### Religion
Kapverdier sind in der Mehrheit römisch-katholischen Glaubens (etwa 85 %). Auch andere christliche Konfessionen sind in Kap Verde vertreten, vor allem die protestantische Kirche des Nazareners, die Siebenten-Tags-Adventisten, die Kirche Jesu Christi der Heiligen der Letzten Tage (Mormonen), Zeugen Jehovas, Pfingstler. Es gibt kleine Minderheiten von Muslimen und Bahai. Auch die Universale Kirche des Reichs Gottes hat Anhänger in Kap Verde. Die Religionsfreiheit ist durch die Verfassung garantiert und auch von der Regierung respektiert. Es gibt gute Beziehungen zwischen den verschiedenen Glaubensrichtungen.

### Bildung

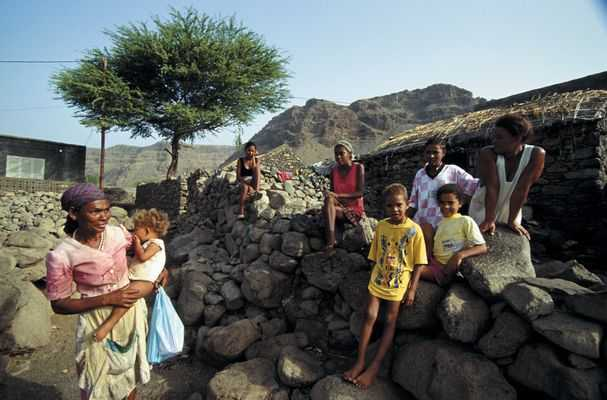
Familie mit Kindern in Tarrafal auf der Insel Santiago

Grundschulbildung ist für Kinder im Alter von 6 bis 14 Jahren verpflichtend und für 6- bis 12-Jährige kostenlos. Für 90 % der Schulkinder sind Schulbücher vorhanden. 83 % der Lehrer haben eine Lehrerausbildung absolviert. Viele Schüler und manche Lehrer sprechen zu Hause Kreol und beherrschen die portugiesische Sprache nicht perfekt. Die Ausgaben für Schulmaterialien, Bücher und Mahlzeiten sind nicht hinreichend; für einige Stufen gibt es eine hohe Wiederholerquote.
Zu den Grundschulen kommen in Praia, Mindelo u. a. Sekundarschulen, die bis zur Hochschulreife führen. Im Jahr 2006 wurde unter Eingliederung einiger Fachhochschulen die Universidade de Cabo Verde gegründet, die sich zügig entwickelt. Daneben gibt es die private Universidade Jean Piaget, eine Filiale des Instituto Jean Piaget in Portugal.
Die Alphabetisierungsrate lag 2019 bei 86,8 % der Bevölkerung. Die durchschnittliche Schulbesuchsdauer der über 25-Jährigen liegt bei 6,3 Jahren. Die erwartete Schulbesuchsdauer der neuen Schülergeneration liegt mit 12,7 Jahren doppelt so hoch.

### Gesundheit
Die Gesundheitsausgaben des Landes betrugen im Jahr 2021 6,9 % des Bruttoinlandsprodukts. Im Jahr 2018 praktizierten in Kap Verde 7,9 Ärzte je 10.000 Einwohner. Die Sterblichkeit bei unter 5-jährigen betrug 2022 12,3 pro 1000 Lebendgeburten. Die Lebenserwartung der Einwohner Kap Verdes ab der Geburt lag 2022 bei 74,7 Jahren (Frauen: 79, Männer: 70,3) und ist eine der höchsten Afrikas.
Die WHO zertifizierte Kap Verde am 12. Januar 2024 als malariafrei.

## Geschichte
Die unbewohnten Inseln wurden 1445 von António Fernandes umrundet und 1456 von dem in portugiesischen Diensten fahrenden Venezianer Alvise Cadamosto entdeckt und erstmals betreten (Boa Vista). Antonio da Noli, ein ebenfalls im Auftrag des portugiesischen Prinzen Heinrich des Seefahrers fahrender genuesischer Kapitän, setzte ab 1458 im Zusammenwirken mit Diogo Gomes die Erkundung der Inseln fort, entdeckte den größten Teil der übrigen östlichen Kapverden, taufte den Archipel auf den Namen Ilhas de Cabo Verde und begann ab 1461 als Gouverneur der portugiesischen Krone mit der Besiedlung der Inseln. Tatsächlich behauptete Diogo Gomes später, als erster der beiden die Insel Santiago von weitem gesichtet und auch als erster betreten zu haben. Antonio da Noli gelang es jedoch früher, die Rückreise nach Portugal anzutreten, und er wurde daraufhin verständlicherweise von Heinrich dem Seefahrer mit dem Zuspruch der Entdeckung belohnt, die nach den Worten von Diogo Gomes „ich, Gomes, entdeckt habe“. Aufgrund der Rivalität der beiden gilt deshalb Diogo Gomes in der portugiesischen Geschichtsschreibung als der wahre Entdecker der Hauptinsel Santiago.
Die Inseln wurden von den Portugiesen nach dem Cabo Verde (Grünes Kap) an der Westküste Afrikas benannt. Der Name gibt die Entdeckungsgeschichte und die spätmittelalterliche Technik der Navigation wieder. Auch folgten, bis zur sicheren Bestimmung der geografischen Länge im 18. Jahrhundert, die Navigatoren der westafrikanischen Küste bis zum Kap, um die Inselgruppe in der Weite des Atlantiks nicht zu verfehlen. Schon Christoph Kolumbus, der 1498 auf seiner dritten Reise nach Amerika die Kapverden streifte, merkte an, dass die Bezeichnung wenig zum zumeist wüstenhaft trockenen Charakter der Inselgruppe passe.
Die Besiedlung der Inselgruppe begann mit einer kleinen portugiesischen Militärstation 1461 auf der Hauptinsel Santiago sowie auf der Insel Fogo.
Im Jahre 1532 errichtete man ein eigenständiges Bistum. Mit der Entsendung eines Generalgouverneurs erhielt die Insel einen offiziellen Status als portugiesische Kolonie. Wirtschaftshistorisch spielte Kap Verde ab 1461 eine Rolle als portugiesische Militärstation und Vorposten für weitere Entdeckungsfahrten sowie zur Gewinnung von Roccella tinctoria, einer Färberflechte.
Von 1500 bis etwa 1620 spielte die Insel Santiago eine bedeutende Rolle im transatlantischen Sklavenhandel als Umschlags- und Versorgungsstation. Viele Sklaven wurden aber auch nach Lissabon gebracht, um als Haussklaven oder in der Landwirtschaft an der Algarve zu arbeiten. Ribeira Grande (heute Cidade Velha) wurde damals zum wichtigsten westafrikanischen Hafen. Schon früh wurden er und die ganze Insel zum Ziel von Piratenüberfällen. 1537 plünderten französische Piraten und in den Jahren 1552 und 1565 der englische Freibeuter John Hawkins die Insel Santiago. Weitere Überfälle auf die Kapverdischen Inseln erfolgten durch Francis Drake 1585 und durch flämische Piraten 1598 und 1655. Zahlreiche Sklaven wurden verschleppt, das Vieh geschlachtet. 1712 setzte der Überfall durch den Franzosen Jacques Cassard der wirtschaftlichen Entwicklung ein Ende und führte zur Verödung von Ribeira. Gleichzeitig kam es immer wieder zu Dürrekatastrophen. Seit Mitte des 18. Jahrhunderts kauften auch amerikanische Händler Sklaven auf Kapverden und warben Seeleute für den Walfang ab. Die lange verbreitete Polygamie geht vor allem auf den Männermangel zurück, der durch Auswanderung verstärkt wurde.
Wegen der vollständigen Verarmung der Insel Santo Antão infolge der Verwaltung durch eine private Gesellschaft, der Umstellung der Landwirtschaft auf Weinbau und des Versuchs des Bischofs, eine Kathedrale nur mit Arbeitspflichtigen zu errichten, wurden die Einwohner der Insel 1780 – also 98 Jahre vor der vollständigen Abschaffung der Sklaverei in Portugal – von allen Verpflichtungen freigesprochen und die Sklaverei verboten.
Im Anschluss belebte der Salzhandel unter englischer Kontrolle, der bis 1850 den großen natürlichen Hafen von Mindelo auf São Vicente aufblühen ließ, die ansonsten dahinsiechende Wirtschaft. Englische Kohlehandelsgesellschaften machten seit 1850 aus ihm den viertgrößten Kohlehafen zur Versorgung der rasant wachsenden Dampfschifffahrt. Als der Kohlehandel ab den 1880er Jahren nachließ, ersetzten neun auf São Vicente zusammenlaufende transatlantische Unterseekabel einen Teil der Bedeutung der Inselgruppe. 1903/04 kam es zu einer Dürrekatastrophe. In der Folge verlagerte sich der Schiffsverkehr nach Dakar und Las Palmas de Gran Canaria.
Während des Estado Novo unter António de Oliveira Salazar erlangte Kap Verde eine traurige Berühmtheit durch das Konzentrationslager Tarrafal (Campo do Tarrafal) auf der Insel Santiago. In den 1940er Jahren verhungerten viele Einwohner der Insel, die durch den Krieg teilweise von der Versorgung abgeschnitten war. Die Hungerkrise dauerte bis 1948.
Innerhalb Portugals prägten linke Intellektuelle aus der damaligen portugiesischen Überseeprovinz der Kapverden, allen voran Amílcar Cabral und dessen Halbbruder Luís Cabral, die gemeinsame Bewegung gegen das autoritäre Regime des sogenannten Estado Novo und dessen Kolonialkrieg mit. Am 25. April 1974 brachte die Nelkenrevolution die Diktatur unter Staatspräsident Marcelo Caetano schließlich zu Fall.
Wie in allen portugiesischen Überseegebieten wurde unter dem Vorsitz eines Hohen Kommissars der neuen linksgerichteten portugiesischen Militärregierung (Revolutionsrat) die Bildung einer gemischten Übergangsverwaltung vereinbart, die freie Wahlen zu einer verfassunggebenden Versammlung und die Entlassung der Kapverden in die Unabhängigkeit vorbereiten sollte.
Die Partido Africano da Independência da Guiné e Cabo Verde (PAIGC, portugiesisch für „Afrikanische Partei für die Unabhängigkeit von Guinea und Kap Verde“) hatte sich im Widerstand gegen die Diktatur einen hohen Vertrauensvorschuss erworben und dominierte diese Wahlen. Sie errang alle Sitze in der verfassunggebenden Versammlung und strebte nun, wie ihr Name schon sagt, die Vereinigung der Kapverden mit Guinea-Bissau an, der vormaligen portugiesischen Überseeprovinz Guinea auf dem afrikanischen Festland.
Am 5. Juli 1975 wurde die Unabhängigkeit ausgerufen, und die linksnationale Befreiungsbewegung PAIGC wurde zur allein regierenden Partei. Erster Staatspräsident des gemeinsamen Staats wurde Aristides Pereira. Den Wahlsieg nutzte die marxistisch geprägte PAIGC umgehend zum Ausbau ihrer Machtpositionen und zur Errichtung einer neuerlichen, nunmehr eben linksgerichteten Einparteiendiktatur. Eine der ersten Maßnahmen war die Gründung einer marxistischen Einheitsgewerkschaft, der sofort das Verbot aller freien und unabhängigen Gewerkschaften folgte.
In den Jahren der marxistischen Diktatur wuchsen allerdings auch die Widersprüche und Spannungen innerhalb der regierenden Bewegung des PAIGC, der in seinen Leitungsgremien sehr stark durch Persönlichkeiten geprägt war, die von den Kapverdischen Inseln stammen. Dagegen regte sich im Lauf der Jahre ein immer stärker werdender Widerstand der Funktionäre vom afrikanischen Festland Guinea-Bissau. Die unüberwindbaren Gegensätze zwischen den kreolischen Bewohnern der Kapverdischen Inseln und den überwiegend schwarzen Parteiführern des Festlandes (Guinea-Bissau) führten schließlich im Jahre 1981 zu einem Putsch in der Regierungshauptstadt Bissau, der vor allem das Ziel hatte, die Vorherrschaft der kapverdischen Leitungskader innerhalb der Partei zu beenden, und überdies auch deutlich von rassistischen Ressentiments gegen die kreolische Bevölkerung angetrieben wurde.
Während des blutig verlaufenen Putsches wurde der vom Festland stammende Nino Vieira von seinen Anhängern zum Präsidenten ausgerufen. In der Folge löste sich die gemeinsame Partei auf, und die Bestrebungen zur Vereinigung der beiden Staaten wurde aufgegeben. Während die marxistische Bewegung in Guinea-Bissau ihren Namen beibehielt, benannte sie sich auf den Kapverden in Partido Africano da Independência de Cabo Verde (PAICV) um.
Bei den gelenkten Scheinwahlen des Jahres 1985 erhielt die PAICV zwar die üblichen 94,5 % aller Stimmen; jedoch wurden immer mehr Stimmen laut, die eine Demokratisierung der Kapverdischen Republik forderten.
Der Einparteienstaat fand sein Ende durch eine Verfassungsänderung im Jahre 1990, durch die ein Mehrparteiensystem eingeführt wurde. Im selben Jahr gründete die Opposition die Bewegung für Demokratie (Movimento para a Democracia, MpD). Diese wurde in den ersten demokratischen freien Wahlen 1991 stärkste Kraft mit überwältigender absoluter Mehrheit (78 %). António M. Monteiro wurde zum Präsidenten der „zweiten Republik“ und verfolgte im darauf folgenden Jahrzehnt eine neoliberale, marktwirtschaftlich orientierte Politik und die Dezentralisierung in Landkreise. Verfassungsänderungen im Jahre 1993 stärkten die Position des Ministerpräsidenten und beschränkten den Präsidenten auf repräsentative Funktionen wie in einigen westeuropäischen Demokratien (z. B. Deutschland).
Durch die Wahlen zur Nationalversammlung von 2001 kehrte die PAICV mit einem sozialdemokratischen Profil in die Regierung zurück. Bei der Präsidentschaftswahl 2001 wurde Pedro Verona Rodrigues Pires (* 29. April 1934) zum neuen Präsidenten gewählt.
Bei der Parlamentswahl im Januar 2006 konnte die PAICV ihren Vorsprung zu einer soliden absoluten Mehrheit (41 von 72 Sitzen) ausbauen, und bei der Präsidentschaftswahl 2006 wurde Pedro Pires in direkter Wahl bis 2011 im Amt bestätigt
Bei der Parlamentswahl am 6. Februar 2011 gewann Premierminister José Maria Neves von der PAICV zum dritten Mal in Folge mit etwas über 50 % der insgesamt abgegebenen Stimmen die absolute Mehrheit im Parlament.

## Politik

### Politisches System
Kap Verde ist eine pluralistische parlamentarische Republik. Staatsoberhaupt ist der Präsident, der für fünf Jahre direkt gewählt wird und einmal wiedergewählt werden kann. Aus der Präsidentschaftswahl 2011 ging Jorge Carlos Fonseca von der MpD als Sieger hervor. Er wurde 2016 mit 74 % im Amt bestätigt.
Im Oktober 2021 gewann José Maria Neves die Präsidentschaftswahl im ersten Wahlgang vom 17. Oktober. Er gewann 51,8 % der Stimmen, eine absolute Mehrheit, die notwendig ist, um im ersten Wahlgang gewählt zu werden. Seit dem 9. November 2021 ist er offizieller und amtierender Staatspräsident der Republik Kap Verde.
An der Spitze der Regierung steht der Premierminister, der zwar vom Präsidenten ernannt wird, jedoch vorher vom Parlament nominiert werden muss und diesem gegenüber verantwortlich ist. Das Parlament besteht aus einer Kammer, der Nationalversammlung mit 72 Abgeordneten, die alle fünf Jahre in Mehrpersonenwahlkreisen gewählt werden. Von 2001 bis 2016 besaß die PAICV die Mehrheit in der Nationalversammlung, seit der Parlamentswahl in Kap Verde 2016 besitzt die MpD eine absolute Mehrheit im Parlament. Premierminister wurde Ulisses Correia e Silva. Bei der Parlamentswahl am 18. April 2021 wurde er im Amt bestätigt.

#### Parteien
| Partei                                                | Kürzel | Politische Richtung                             | Gründung                 |
| ----------------------------------------------------- | ------ | ----------------------------------------------- | ------------------------ |
| Afrikanische Partei für die Unabhängigkeit Kap Verdes | PAICV  | ehemals sozialistisch, heute sozialdemokratisch | 1956 als PAIGC gegründet |
| Unabhängige und demokratische Union Kap Verdes        | UCID   | liberal, vorwiegend im Ausland aktiv            | 1974                     |
| Bewegung für die Demokratie                           | MpD    | konservativ                                     | 1990                     |
| Partei der sozialistischen Demokraten                 | PSD    | sozialistisch                                   | 1992                     |
| Partei für demokratische Konvergenz                   | PCD    | konservativ – Abspaltung der MpD                | 1994                     |

#### Frauenwahlrecht
Die Geschichte des Frauenwahlrechts reicht in die Kolonialzeit zurück. Bis 1961, als alle die portugiesische Staatsangehörigkeit bekamen und in Kommunalwahlen wahlberechtigt wurden, waren alle Einheimischen (Männer wie Frauen) vom Wahlrecht ausgeschlossen. Unter portugiesischer Verwaltung wählten Frauen am 15. April 1975 zum ersten Mal. Als das Land 1975 unabhängig geworden war, wurde das allgemeine aktive und passive Wahlrecht auf nationaler Ebene zum 5. Juli 1975 eingeführt. Im Juli 1989 wurde das allgemeine aktive und passive Wahlrecht auch auf die lokale Ebene ausgedehnt. Die erste Wahl einer Frau ins nationale Parlament, Carmen Pereira, erfolgte im Juli 1975.

### Politische Indizes
| Name des Index                     | Indexwert    | Weltweiter Rang | Interpretationshilfe | Jahr |
| ---------------------------------- | ------------ | --------------- | --- | ---- |
| Fragile States Index               | 57,2 von 120 | 116 von 179     | Stabilität des Landes: stabil 0 = sehr nachhaltig / 120 = sehr alarmierend Rang: 1 = fragilstes Land / 179 = stabilstes Land | 2024 |
| Demokratieindex                    | 7,58 von 10  | 37 von 167      | Unvollständige Demokratie 0 = autoritäres Regime / 10 = vollständige Demokratie                                              | 2024 |
| Freedom in the World Index         | 92 von 100   | —               | Freiheitsstatus: frei 0 = unfrei / 100 = frei                                                                                | 2024 |
| Rangliste der Pressefreiheit       | 75 von 100   | 30 von 180      | Zufriedenstellende Lage für die Pressefreiheit 100 = gute Lage / 0 = sehr ernste Lage                                        | 2025 |
| Korruptionswahrnehmungsindex (CPI) | 62 von 100   | 35 von 181      | 0 = sehr korrupt / 100 = sehr sauber                                                                                         | 2024 |

### Außenpolitik
Die kapverdische Außenpolitik ist offen, kooperativ und pragmatisch ausgerichtet und wird geprägt von den Beziehungen zu westafrikanischen Staaten und zur Gemeinschaft der Portugiesischsprachigen Länder, insbesondere den afrikanischen Staaten mit Amtssprache Portugiesisch. Insbesondere seit dem Cotonou-Abkommen 2000 nähert sich Kap Verde zudem immer weiter der EU an.
Bedeutendster politischer Verbündeter sind die USA, ansonsten bestehen zu Portugal wirtschaftlich, kulturell, institutionell, gesellschaftlich und in vielen anderen Bereichen die engsten Beziehungen.
Die strategisch bedeutende Lage der Kapverden im Atlantik, wo sich bedeutende Seewege kreuzen, erlangt in jüngster Zeit eine Renaissance. Grund sind die internationalen Bemühungen im Kampf gegen den internationalen Drogenhandel und die organisierte Kriminalität, und der internationale Wunsch nach kontrollierten Handelswegen.

### Militär
Kap Verde gab 2020 knapp 0,6 Prozent seiner Wirtschaftsleistung oder 11,4 Millionen US-Dollar für seine Streitkräfte aus. Das Militärbudget des Landes zählt damit zu den kleinsten der Welt.

### Verwaltungsgliederung

Gemeinden in Kap Verde

Im Jahr 2018 war Kap Verde in die folgenden 22 Gemeinden oder Kreise (concelhos) gegliedert. 2005 waren durch die Teilung bisheriger Kreise fünf neue entstanden: Ribeira Grande de Santiago (Abspaltung vom Kreis Praia), São Lourenço dos Órgãos (Abspaltung vom Kreis Santa Cruz), São Salvador do Mundo (Abspaltung vom Kreis Santa Catarina), Santa Catarina do Fogo (Abspaltung vom Kreis São Filipe) und Tarrafal de São Nicolau (Abspaltung vom Kreis São Nicolau).
- Boa Vista
- Brava
- Maio
- Mosteiros
- São Filipe
- Santa Catarina do Fogo
- Sal
- Tarrafal
- Santa Catarina
- Santa Cruz
- Praia
- São Domingos
- São Miguel
- São Salvador do Mundo
- São Lourenço dos Órgãos
- Ribeira Grande de Santiago
- Ribeira Grande
- Paul
- Porto Novo
- Ribeira Brava
- Tarrafal de São Nicolau
- São Vicente

## Wirtschaft

### Allgemein
Kap Verde verfügt über keine nennenswerten mineralischen Ressourcen und leidet unter dem extrem trockenen Sahel-Klima. Nur auf vier Inseln gibt es, wenn der jährliche Regen nicht ausbleibt, etwas Wasser für Bewässerungslandwirtschaft (z. B. für Zuckerrohr und Spargel). Der Trockenfeldbau ist seit 1968 weitestgehend ausgefallen, und die landwirtschaftliche Produktion reicht nicht zur Eigenversorgung, so dass über 90 Prozent der Nahrungsmittel importiert werden müssen. Besonders auf Santo Antão, wo Kleinbauern auf terrassierten Berghängen Zuckerrohr anbauen, ist die Landflucht ausgeprägt. In geringem Umfang werden auf dem vulkanischen Boden von Fogo Kaffee (in der Umgebung der Stadt Mosteiros) und Wein angebaut. Grogo (Grogue) ist ein handwerklich hergestellter Zuckerrohr-Aguardente. Bananen wurden 2020 auf einer Fläche von 250 ha angebaut, und 5.553 Tonnen Bananen wurden geerntet.

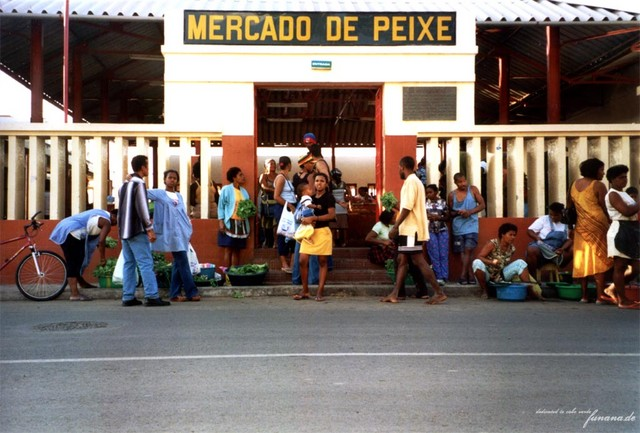
Fischmarkt in Mindelo auf São Vicente (2004)

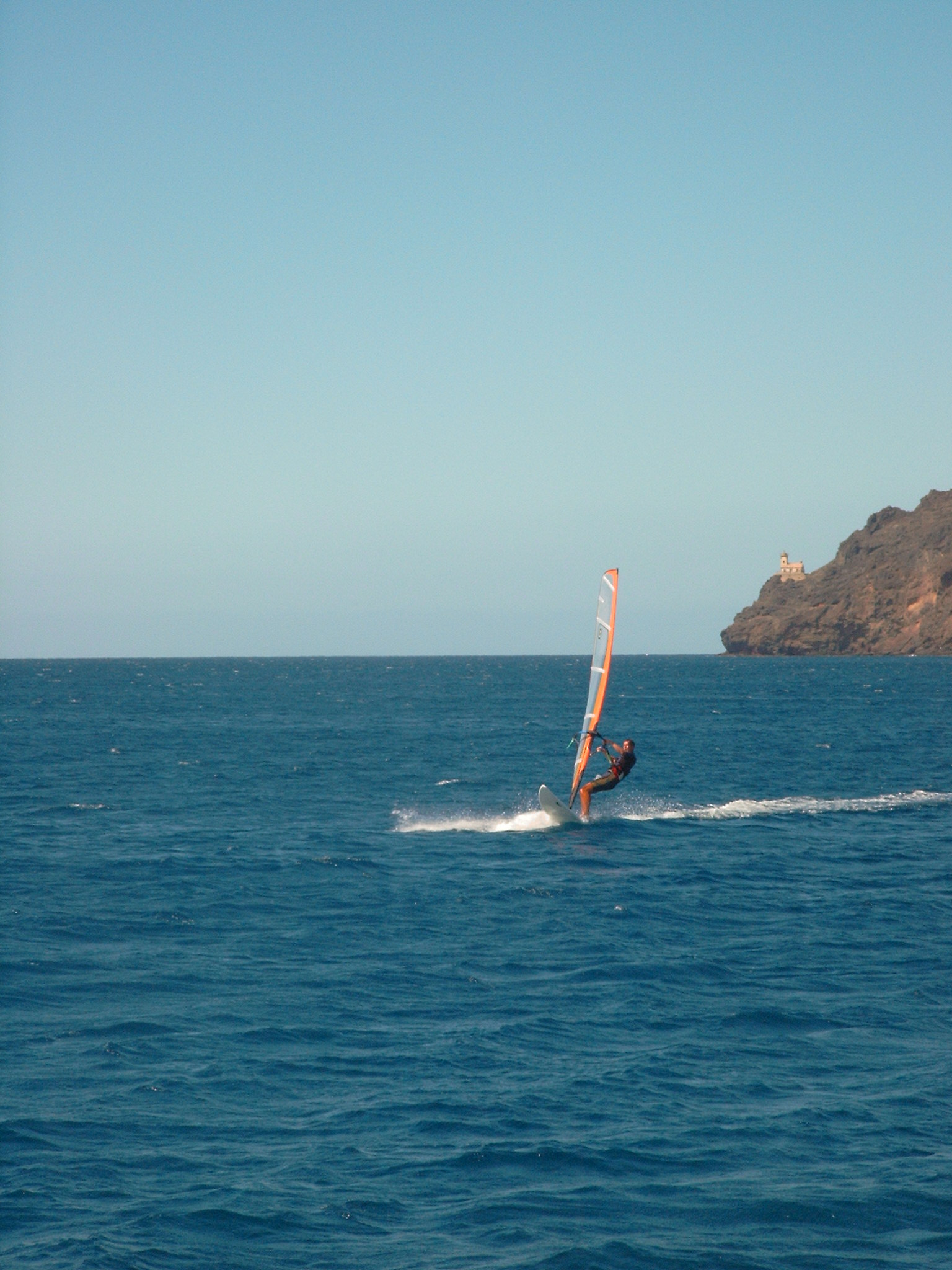
Windsurfen bei São Pedro auf São Vicente

Auch der Fischreichtum ist beschränkt und kann mit der einfachen handwerklichen Technik einheimischer Fischer nicht ausgeschöpft werden. Darum muss ausländischen Flotten der größte Teil des Fangs überlassen werden. Exportiert werden Fisch, Langusten, Bananen, Textilien und einige Halbfertigwaren (Schuhe, Lederwaren). Der Tourismus entwickelt sich langsam und trägt etwa zehn Prozent zum Bruttosozialprodukt bei, wobei die Insel Sal am stärksten besucht ist und über die Hälfte der Gesamt-Bettenbelegungen mit Strandtouristen erreicht. Segler und Windsurfer nutzen gerne die günstig im Passat gelegenen Inseln. Die Möglichkeiten für Bergtourismus und historisch-kulturellen Tourismus werden sehr viel langsamer erschlossen.
Der Kapverdische Escudo (CVE) wurde 1998 an den portugiesischen Escudo und 1999 an den Euro gekoppelt. Seit ihrer Gründung 1975 verfolgt die Nationalbank Kap Verdes eine kompromisslose Politik der Geldwertstabilität, um Emigranten zur Anlage ihres Sparvermögens in Kap Verde zu motivieren.
Die União Nacional dos Trabalhadores de Cabo Verde – Central Sindical (UNTC-CS) unter ihrem Generalsekretär Júlio Ascenção Silva setzt sich ein für „anständige Arbeit“ (decent work) und einen sozialen Mindestlohn. Die Gewerkschaft hat 1992 eine Kooperation mit Luxemburgs OGBL vereinbart.
Im Jahre 2008 wurde Kap Verde als zweites afrikanisches Land nach Botswana von einem wenig entwickelten Land zu einem Land mit mittleren Einkommen heraufgestuft.
Etwa zwei Drittel der kapverdischen Familien erhalten Zuwendungen von Familienangehörigen, die im Ausland leben; Geldsendungen nach Kap Verde machen gut ein Fünftel des Bruttoinlandsprodukts aus. Aufgrund dieser finanziellen Abhängigkeit von der Migration erstreckt sich die Mehrheit von Familienbeziehungen und Haushaltsstrukturen über mehrere Länder oder Kontinente. Familienbeziehungen sind daher auch in besonderem Maße durch die Erfahrung der räumlichen Trennung gekennzeichnet.
Um die Abhängigkeit vom teuren Öl zu mindern, wurde Ende Juli 2010 der Bau von vier Windparks auf den Inseln Santiago, São Vicente, Sal und Boa Vista mit einer Leistung von insgesamt 28 MW beschlossen. Seit 2011 gibt es zudem zwei 2,5 und 5 MW große Solarparks, die in der Mittagszeit einen großen Teil des landesweiten Strombedarfs decken können.
Die Wertpapierbörse des Landes firmiert unter „Bolsa de Valores de Cabo Verde“ und hat seinen Sitz in Praia.
| Jahr                                    | 2010  | 2015  | 2016   | 2017  | 2018  | 2019  | 2020    | 2021  | 2022   | 2023   |
| --------------------------------------- | ----- | ----- | ------ | ----- | ----- | ----- | ------- | ----- | ------ | ------ |
| BIP in Mrd. USD (Kaufkraftparität)      | 3,1   | 3,6   | 3,8    | 4,1   | 4,1   | 4,4   | 3,5     | 4,0   | 5,0    | 5,4    |
| BIP pro Kopf in USD (Kaufkraftparität)  | 6.517 | 7.393 | 7.750  | 8.214 | 8.169 | 8.893 | 7.052   | 7.876 | 9.861  | 10.682 |
| BIP-Wachstum (real)                     | 1,8 % | 0,9 % | 4,3 %  | 4,6 % | 3,7 % | 7,0 % | −20,8 % | 7,0 % | 17,4 % | 5,1 %  |
| Inflation (in Prozent)                  | 2,1 % | 0,1 % | −1,4 % | 0,8 % | 1,3 % | 1,1 % | 0,6 %   | 1,9 % | 7,9 %  | 3,7 %  |
| Staatsverschuldung (in Prozent des BIP) | 74 %  | 116 % | 115 %  | 113 % | 112 % | 109 % | 144 %   | 149 % | 124 %  | 114 %  |

### Staatshaushalt
Der Staat finanziert sich hauptsächlich aus Einfuhrzöllen und indirekten Steuern. 2004 wurde eine Mehrwertsteuer von 15 % eingeführt. Die Regierung versucht, durch die Förderung ausländischer Direktinvestitionen die Grundlage für eine erfolgreichere Entwicklungspolitik zu legen.
Der Staatshaushalt umfasste 2015 Ausgaben von umgerechnet 490 Millionen US-Dollar. Dem standen Einnahmen von umgerechnet 374 Millionen US-Dollar gegenüber. Daraus ergibt sich ein Haushaltsdefizit in Höhe von 7,1 % des Bruttoinlandsprodukts. Die Staatsverschuldung betrug 2005 ca. 0,9 Milliarden US-Dollar oder ca. 90 % des BIP, bis 2015 ist sie auf ca. 1,6 Milliarden US-Dollar oder ca. 116,2 % des BIP gestiegen.
Der Anteil der Staatsausgaben (in % des BIP) folgender Bereiche betrug:
- Gesundheit:[56] 4,4 (2013)
- Bildung:[56] 5,0 (2011)
- Militär:[56] 0,51 (2011)

## Verkehr
Alle Inseln verfügen über ein Straßensystem, das auf den von Sklaven angelegten Wegen basiert. Die meisten Ortschaften sind über kleine Pisten erreichbar. Hauptstraßen sind in der Regel mit einem Kopfsteinpflasterbelag versehen. Nach und nach werden wichtige Strecken auf allen Inseln asphaltiert. Einige Inseln haben mittlerweile asphaltierte Strecken, z. B. Fogo von S. Filipe bis zum Eintritt in die Caldeira des Pico de Fogo, auf Santiago die Strecke von Praia nach Tarrafal im Norden der Insel, auf S. Nicolau die Strecke Ribeira Brava-Tarrafal, und weitere. Auf Santo Antão wurde 2009 eine mit zwei Tunneln versehene asphaltierte Umgehungsstraße im Südosten der Insel dem Verkehr übergeben, die die beschwerliche Überfahrt zwischen Porto Novo und Ribeira Grande über einen 1460 m hohen Pass überflüssig macht. Praia hat mit dem „Circular da Praia“ eine autobahnähnliche Ringstraße um die ganze Stadt mit Anschluss an den Flughafen. Auf Sal existiert eine jeweils zweispurige asphaltierte landstraßenähnliche Straße vom Flughafen nach Santa Maria am Südende der Insel.
Das gesamte Straßennetz umfasste 2013 etwa 1350 km, wovon 932 km asphaltiert sind.

### Öffentlicher Nahverkehr
In den Städten Praia und Mindelo existiert jeweils ein Stadtbusnetz, das alle Stadtteile bedient. In den ländlichen Regionen gibt es bis auf wenige Ausnahmen keinen Busverkehr. Den Personentransport übernehmen dort auf allen Inseln sogenannte Aluguers (= Sammeltaxis, von port. „aluguel“ = „Miete“, bzw. „alugar“ = „mieten“) mit bis zu 20 Plätzen, die einen sehr geringen Tarif haben. Sie fahren meist an festen Plätzen in den Städten und Ortschaften ab, wenn sie voll sind. Falls sie als Taxi privat gemietet werden, ist der Fahrpreis der zehnfache Betrag des Sammeltaxipreises. Normale Taxis gibt es auch in den größeren Städten und Gemeinden.
Eisenbahnen existieren nicht in dem Land. Von einer auf der Insel Sal mit Segeln betriebenen Lorenbahn, mit der früher Salz aus den Salinen zum Anleger in Santa Maria transportiert wurde, ist heute nichts mehr zu sehen.

### Flugverkehr
Die TACV Cabo Verde Airlines verband bisher regelmäßig alle Inseln untereinander mit Ausnahme von Santo Antão und Brava, deren Flugplätze geschlossen wurden. Ab August 2017 übernimmt diese inländischen Verbindungen die auf den Kanaren ansässige, spanische Fluggesellschaft Binter CV. Internationale Flughäfen sind der Größe/dem Verkehrsaufkommen nach: Amílcar Cabral International Airport auf Sal (bei Espargos), Aeroporto Internacional Nelson Mandela auf Santiago (bei Praia), Flughafen Boavista „Aristides Pereira“ (bei Rabil) und Cesária Évora (8 km südlich von Mindelo bei São Pedro), benannt nach der berühmtesten, 2011 verstorbenen Sängerin der Kapverden. Von den internationalen Flughäfen gibt es u. a. Verbindungen nach Dakar (Senegal), Fortaleza (Brasilien), nach den Kanaren und Azoren, nach Europa (Portugal, Deutschland, Italien, Niederlande u. a.) sowie in die Vereinigten Staaten (Boston). Saisonal werden noch zahlreiche andere Flugziele bedient.

### Fährverbindungen
Fähren verkehren meist nur unregelmäßig, abhängig vom jeweiligen Frachtaufkommen. Nur die Inseln São Vicente und Santo Antão bzw. Fogo und Brava sind mit einem täglichen regelmäßigen Fährverkehr verbunden, da sie keine Flughäfen mehr besitzen.
Eine Schnellfähre verkehrt mittlerweile auf der Strecke São Vicente – Santo Antão sowie auch zu anderen Inseln.

## Kultur
Die Kultur der Kapverden ist afrikanischen und europäischen Ursprungs. Es gibt verschiedene kapverdische Musikrichtungen, von denen Morna die bekannteste ist und die auf den Gedichten Eugénio Tavares’ beruht, der als Vater einer eigenständigen Literatur der Kapverden gilt. Cesária Évora war die wohl berühmteste kapverdische Sängerin. Auch die in Kuba von kapverdischen Eltern geborene Mayra Andrade (* 1985) erlangte internationale Bekanntheit. Mindelo wird von vielen als die Kulturhauptstadt der Kapverden betrachtet.

### Malerei
- Maler: Manuel Figueira, Luísa Queirós, Tchalé Figueira, Bela Duarte, Kiki Lima

### Film
Kap Verde konnte bisher auf Grund seines kleinen Binnenmarktes und seiner eingeschränkten wirtschaftlichen Lage keine ausgeprägte Filmkultur entwickeln. Jedoch wurden und werden hier immer wieder Dokumentationen und Spielfilme, insbesondere des portugiesischen Kinos produziert.
Die beiden bekanntesten in Kap Verde gedrehten Spielfilme dürften der international prämierte Fußballfilm Fintar o Destino (1998) und der ebenfalls mehrfach ausgezeichnete Film Nha Fala – Meine Stimme (2002) sein.

### Musik

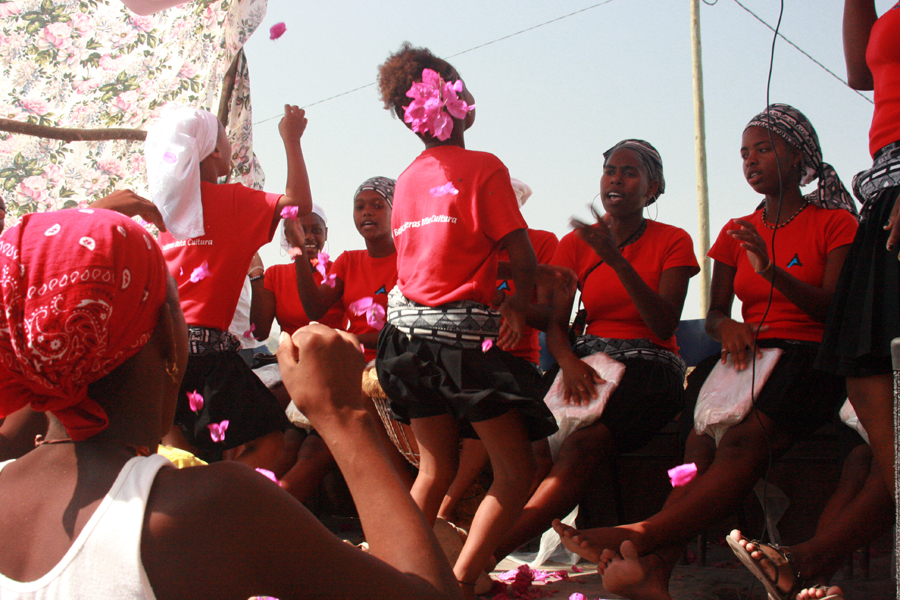
Batukugruppe „Batukaderas Delta Cultura“ bei einem Auftritt auf Santiago (Kap Verde)

- Komponisten: Manuel de Novas, Vasco Martins, Jorge Fernandes Monteiro (Jotamont), Francisco Xavier da Cruz (B.Leza), Epifânia Évora (Tututa Évora), Nha Ana Procópio (orale Musiktraditionen), Nha Nasia Gomi (orale Musiktraditionen), Tibau Tavares
- Interpreten: Cesária Évora, Maria Alice, Kim Alves, Mayra Andrade, Terezinha Araújo, Adriano Gonçalves (Bana), Maria de Barros, Rufino Almeida (Bau), Bius, Teofilo Chantre, Gracindo Évora (Grace Évora), Francelina Almeida (Fantcha), Hermina, Ildo Lobo, Mario Lucio, Maria de Lurdes (Lura), Gérard Mendes (Boy Gé Mendes), Luís Morais, Orlando Monteiro Barreto (Orlando Pantera), Aristides Paris (Tito Paris), Celina Pereira, Mariana Ramos, Gil Semedo, Daniel Silva, Sara Tavares, Manuel Lopes Andrade (Tcheka), Nancy Vieira, Paulino Vieira, José Carlos Brito (Voghina), Tibau Tavares, Gabriela Mendes, Elida Almeida, Neuza.
- Bands: Bulimundo, Cordas do Sol, Ferro Gaita, Finaçon, Livity, Simentera, Splash, Os Tubarões.

### Sport
Der Nationalsport auf den Kap Verden ist Fußball. Er wird international vertreten durch die Kapverdische Fußballnationalmannschaft. Die Mannschaft konnte sich 2012 erstmals für den Afrikacup qualifizieren. Bei der Ausspielung 2013 erzielte sie mit dem Einzug in das Viertelfinale ihren bislang größten Erfolg, nachdem sie in der Gruppenphase ungeschlagen geblieben war. Die beste Platzierung in der FIFA-Weltrangliste wurde dann im Februar 2014 mit dem 27. Rang erreicht.
Special Olympics Kap Verde wurde 2018 gegründet und nahm mehrmals an Special Olympics Weltspielen teil. Der Verband hat an den Special Olympics World Summer Games 2023 in Berlin teilgenommen. Die Delegation wird vor den Spielen im Rahmen des Host Town Programs von Hof betreut.
2019 fanden auf den Kap Verden die ersten African Beach Games statt.
Die Handballnationalmannschaft der Männer nahm 2021, 2023 und 2025 an der Endrunde der Weltmeisterschaft teil. Bei der Afrikameisterschaft 2022 gewann die Auswahl bei ihrer zweiten Teilnahme nach 2020 die Silbermedaille.
Bei den Olympischen Sommerspielen ist Kap Verde seit Atlanta 1996 vertreten. In Paris 2024 gewann der Boxer David de Pina mit Bronze im Fliegengewicht die erste Olympiamedaille des Landes.

### Medien
Fernsehsender:
- RTC, RTP África (portugiesisch)
- TV4 Afrique (französisch)

Radiostationen:
- Radiotelevisão Caboverdiana,
- Praia FM
- Radio France Internationale

Zeitschriften:
- A Semana (Praia, 1991–),[64] Expresso das Ilhas, Journal O Cidadão (São Vicente), Jornal Horizonte (Praia, 1988–), Terra Nova (S. Vicente, 1975–), Artiletra (S. Vicente, 1991–), A Nação (Praia, 2007–), Jornal Já – semanário gratuita (Praia, 2010–)

Im Jahr 2021 nutzten 69,8 Prozent der Einwohner der Kap Verden das Internet.

## Dokumentation
- Die Kapverden – Sound der Sehnsucht. Regie: Claudius Gehr, NDR, Deutschland, 44 Minuten, 2023